# 独立の賛歌
『独立の賛歌』（どくりつのさんか、ポルトガル語: Hino da Independência）はブラジルの愛国歌で、ポルトガルからのブラジル独立を記念した曲である。独立闘争の主要人物であるペドロ1世により1822年に作曲され、詩人のEvaristo da Veigaによって歌詞が書かれた。
1831年の皇帝の退位まではブラジル帝国の国歌であった。現在はブラジルの独立記念日に歌われる愛国歌である。

「独立か死か！」ペドロ・アメリコ画、1888年

## 歌詞
現在では、3, 4, 5, 6, 8, 10番は省いて歌われる。